# Ardalos
Ardalos of Ardalus (Oudgrieks: Ἄρδαλος) was in de Griekse mythologie een van de zonen van Hephaistos. Ardalos was volgens de bronnen een goed beeldhouwer. Over zijn moeder is geen informatie. Zijn halfbroers waren de Argonaut Palaemon en de struikrover Periphetes. Een wat bekendere halfbroer is Erichthonius.